# Regelfolgen
Der Begriff Regelfolgen (engl. to follow [obey] a rule)  ist ein sprachphilosophischer Terminus, der in der Sprachphilosophie  des späten Wittgenstein eine systematisch bedeutsame Rolle spielt. Seit den späten 1970er Jahren ist das Problem des Regelfolgens ins Zentrum des interpretatorischen Interesses an den Philosophischen Untersuchungen Wittgensteins gerückt und hat die Frage der Unmöglichkeit einer Privatsprache abgelöst.
Nach Ansicht des späten Wittgenstein  gibt es keinen hinter den einzelnen Wortverwendungen stehenden abstrakten Maßstab, der Regel genannt werden könnte und diese determinieren würde. Vielmehr wird nach Wittgensteins Ansicht die korrekte Wortverwendung, das richtige Befolgen einer Regel, durch die Praxis selbst bestimmt, worin dann auch die Bedeutung eines Wortes zum Ausdruck komme.
Die Bedeutung eines Wortes enthält so nach Wittgenstein keine zwei verschiedenen Komponenten, die als Regel und ihre Anwendung bezeichnet werden könnten, sondern erschöpft sich in seinem Gebrauch. Die Kenntnis der Regel zeigt sich in der korrekten Wortverwendung. Diese wiederum ist ein Kriterium für das richtige Verständnis der Regel.